# کبک پاسرخ
کبک پاسرخ (نام علمی: Alectoris rufa) نام یک گونه از سرده کبک‌های صخره است. این کبک گاه کبک فرانسوی نیز نامیده می‌شود. این کبک دانه‌خوار است اما جوجه‌ها از حشرات به عنوان منبع پروتئین نیز تغذیه می‌کند. آوای این پرنده سه‌بخشی و مانند صدای «کا-چو-چو» است. این کبک به طور طبیعی در اروپا (فرانسه، شبه‌جزیره ایبری و شمال غربی ایتالیا) تولیدمثل می‌کند.

## زیرگونه‌ها
این پرنده سه زیرگونه دارد:
- A. r. hispanica (Seoane, ۱۸۹۴) - شمال و غرب شبه‌جزیره ایبری
- A. r. intercedens (Brehm, ۱۸۵۷) - شرق و جنوب شبه‌جزیره ایبری و جزایر بالئاری
- A. r. rufa (Linnaeus, ۱۷۵۸) - فرانسه، شمال غربی ایتالیا، الب وجزیره کرس

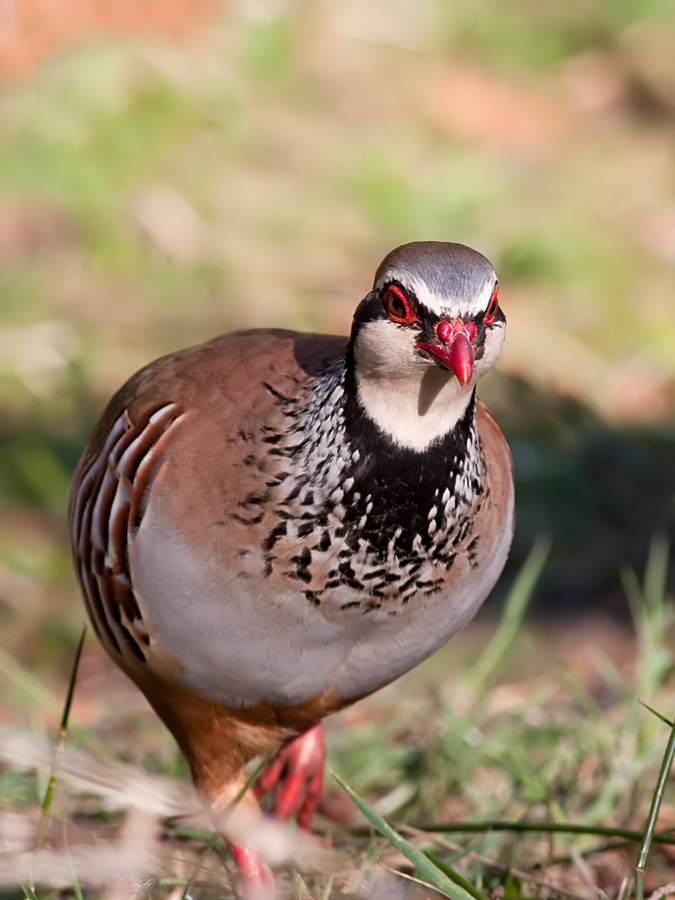
کبک پاسرخ در اسکاتلند

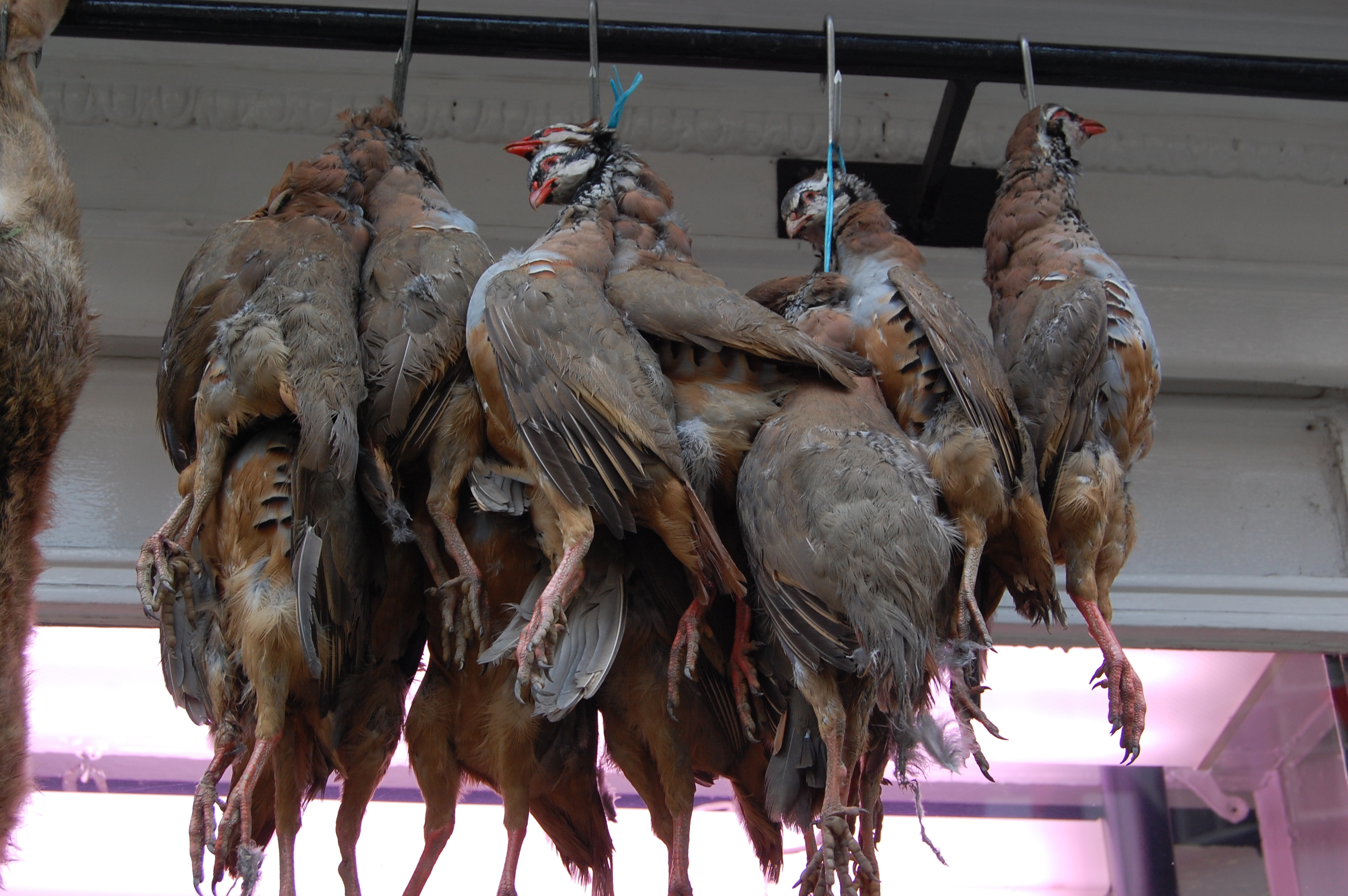
کبک‌های پاسرخ برای فروش در مغازه‌ای در انگلستان آویخته شده‌اند